# Châteauvieux (Var)
 Châteauvieux  es una población y comuna francesa, que se encuentra en la región de Provenza-Alpes-Costa Azul, departamento de Var, en el distrito de Draguignan y cantón de Comps-sur-Artuby.

## Demografía
| 32 | 26 | 26 | 34 | 46 | 73 |
| Para los censos de 1962 a 1999 la población legal corresponde a la población sin duplicidades (Fuente: INSEE [Consultar]) |    |    |    |    |    |